# Distrito electoral de Apurímac
Apurímac es uno de los 27 distritos electorales representados en el Congreso de la República del Perú. La circunscripción elige actualmente a 2 congresistas. Sus límites corresponden a los del departamento de Apurímac. El sistema electoral utiliza el método D'Hondt y una representación proporcional con doble voto preferencial opcional.

## Representantes
| 3 |

| 1 | 2 |

| 2 | 1 |

| 1 | 1 |

| 2 |

| 1 | 1 |

| 1 | 1 |

| 1 | 1 |

| 2 |

## Elecciones

### Elecciones parlamentarias de 2021
| Partidos y coaliciones | Partidos y coaliciones                    | Voto popular | Voto popular | Voto popular | Escaños | Escaños |
| Partidos y coaliciones | Partidos y coaliciones                    | Votos        | %            | ±pp          | Total   | +/−     |
| ---------------------- | ----------------------------------------- | ------------ | ------------ | ------------ | ------- | ------- |
|                        | Perú Libre (PL)                           | 56,594       | 36.76        | +31.70       | 2       | +2      |
|                        | Juntos por el Perú (JP)                   | 17,691       | 11.49        | +4.11        | 0       | ±0      |
|                        | Acción Popular (AP)                       | 17,145       | 11.14        | +5.20        | 0       | ±0      |
|                        | Frente Popular Agrícola del Perú (Frepap) | 13,718       | 8.91         | –2.02        | 0       | ±0      |
|                        | Fuerza Popular (FP)                       | 8,245        | 5.36         | +2.49        | 0       | ±0      |
|                        | Unión por el Perú (UPP)                   | 5,839        | 3.79         | –8.94        | 0       | ±0      |
|                        | Partido Morado (PM)                       | 5,765        | 3.75         | +0.29        | 0       | ±0      |
|                        | Renovación Popular (RP)                   | 4,406        | 2.86         | Nuevo        | 0       | ±0      |
|                        | Partido Nacionalista Peruano (PNP)        | 4,303        | 2.80         | n/a          | 0       | ±0      |
|                        | Avanza País (AvP)                         | 3,643        | 2.37         | +0.76        | 0       | ±0      |
|                        | Podemos Perú (PP)                         | 3,369        | 2.19         | +0.85        | 0       | ±0      |
|                        | Frente Amplio (FA)                        | 2,505        | 1.63         | –16.52       | 0       | –1      |
|                        | Democracia Directa (DD)                   | 2,323        | 1.51         | –1.69        | 0       | ±0      |
|                        | Alianza para el Progreso (APP)            | 2,199        | 1.43         | –13.66       | 0       | –1      |
|                        | Somos Perú (SP)                           | 1,948        | 1.27         | –5.63        | 0       | ±0      |
|                        | Renacimiento Unido Nacional (RUNA)        | 1,845        | 1.20         | +0.23        | 0       | ±0      |
|                        | Victoria Nacional (VN)                    | 1,649        | 1.07         | Nuevo        | 0       | ±0      |
|                        | Partido Popular Cristiano (PPC)           | 391          | 0.25         | –2.44        | 0       | ±0      |
|                        | Perú Patria Segura (PPS)                  | 379          | 0.25         | Nuevo        | 0       | ±0      |
|                        |                                           |              |              |              |         |         |
| Total                  | Total                                     | 153,957      |              |              | 2       | ±0      |
|                        |                                           |              |              |              |         |         |
| Votos válidos          | Votos válidos                             | 153,957      | 70.19        | –6.95        |         |         |
| Votos en blanco        | Votos en blanco                           | 34,714       | 15.83        | +12.32       |         |         |
| Votos nulos            | Votos nulos                               | 30,663       | 13.98        | –5.37        |         |         |
| Votos emitidos         | Votos emitidos                            | 219,334      | 69.41        | +0.27        |         |         |
| Abstenciones           | Abstenciones                              | 96,666       | 30.59        | –0.27        |         |         |
| Votantes registrados   | Votantes registrados                      | 316,000      |              |              |         |         |
|                        |                                           |              |              |              |         |         |
| Fuente:                |                                           |              |              |              |         |         |

### Elecciones parlamentarias de 2020
| Partidos y coaliciones | Partidos y coaliciones                    | Voto popular | Voto popular | Voto popular | Escaños | Escaños |
| Partidos y coaliciones | Partidos y coaliciones                    | Votos        | %            | ±pp          | Total   | +/−     |
| --- | ----------------------------------------- | ------------ | ------------ | ------------ | ------- | ------- |
| | Frente Amplio (FA)                        | 29,832       | 18.15        | –21.01       | 1       | ±0      |
| | Alianza para el Progreso1 (APP)           | 24,801       | 15.09        | n/a          | 1       | +1      |
| | Unión por el Perú2 (UPP)                  | 20,927       | 12.73        | n/a          | 0       | ±0      |
| | Frente Popular Agrícola del Perú (Frepap) | 17,970       | 10.93        | Nuevo        | 0       | ±0      |
| | Juntos por el Perú (JP)                   | 12,133       | 7.38         | Nuevo        | 0       | ±0      |
| | Somos Perú1 (SP)                          | 11,343       | 6.90         | n/a          | 0       | ±0      |
| | Acción Popular (AP)                       | 9,764        | 5.94         | –1.36        | 0       | ±0      |
| | Perú Libre (PL)                           | 8,312        | 5.06         | Nuevo        | 0       | ±0      |
| | Partido Morado (PM)                       | 5,694        | 3.46         | Nuevo        | 0       | ±0      |
| | Democracia Directa (DD)                   | 5,254        | 3.20         | –0.41        | 0       | ±0      |
| | Fuerza Popular (FP)                       | 4,714        | 2.87         | –28.48       | 0       | –1      |
| | Partido Popular Cristiano3 (PPC)          | 4,422        | 2.69         | n/a          | 0       | ±0      |
| | Avanza País (AvP)                         | 2,654        | 1.61         | Nuevo        | 0       | ±0      |
| | Podemos Perú (PP)                         | 2,210        | 1.34         | Nuevo        | 0       | ±0      |
| | Partido Aprista Peruano3 (APRA)           | 1,893        | 1.15         | n/a          | 0       | ±0      |
| | Renacimiento Unido Nacional (RUNA)        | 1,588        | 0.97         | Nuevo        | 0       | ±0      |
| | Vamos Perú3 (VP)                          | 875          | 0.53         | n/a          | 0       | ±0      |
| |                                           |              |              |              |         |         |
| Total | Total                                     | 164,386      |              |              | 2       | ±0      |
| |                                           |              |              |              |         |         |
| Votos válidos | Votos válidos                             | 164,386      | 77.14        | +12.99       |         |         |
| Votos en blanco | Votos en blanco                           | 7,487        | 3.51         | –14.67       |         |         |
| Votos nulos | Votos nulos                               | 41,228       | 19.35        | +1.68        |         |         |
| Votos emitidos | Votos emitidos                            | 213,101      | 69.14        | +4.99        |         |         |
| Abstenciones | Abstenciones                              | 95,100       | 30.86        | –4.99        |         |         |
| Votantes registrados | Votantes registrados                      | 308,201      |              |              |         |         |
| |                                           |              |              |              |         |         |
| Fuente: |                                           |              |              |              |         |         |
| Notas al pie: 1 Dentro de la coalición Alianza para el Progreso del Perú en las elecciones de 2016. 2 Dentro de la coalición Alianza Solidaridad Nacional en las elecciones de 2016 (retiraron su candidatura). 3 Dentro de la coalición Alianza Popular en las elecciones de 2016. |                                           |              |              |              |         |         |
| Notas al pie: |                                           |              |              |              |         |         |
| 1 Dentro de la coalición Alianza para el Progreso del Perú en las elecciones de 2016. 2 Dentro de la coalición Alianza Solidaridad Nacional en las elecciones de 2016 (retiraron su candidatura). 3 Dentro de la coalición Alianza Popular en las elecciones de 2016.               |                                           |              |              |              |         |         |

### Elecciones parlamentarias de 2016
| Partidos y coaliciones | Partidos y coaliciones                         | Voto popular | Voto popular | Voto popular | Escaños | Escaños |
| Partidos y coaliciones | Partidos y coaliciones                         | Votos        | %            | ±pp          | Total   | +/−     |
| --- | ---------------------------------------------- | ------------ | ------------ | ------------ | ------- | ------- |
| | Frente Amplio (FA)                             | 55,031       | 39.16        | Nuevo        | 1       | +1      |
| | Fuerza Popular1 (FP)                           | 44,046       | 31.35        | +9.68        | 1       | ±0      |
| | Alianza para el Progreso del Perú2 (APP–RN–SP) | 12,716       | 9.05         | n/a          | 0       | ±0      |
| | Acción Popular3 (AP)                           | 10,251       | 7.30         | n/a          | 0       | ±0      |
| | Alianza Popular4 (APRA–PPC–VP)                 | 8,581        | 6.11         | n/a          | 0       | ±0      |
| | Democracia Directa5 (DD)                       | 5,072        | 3.61         | +3.33        | 0       | ±0      |
| | Peruanos por el Kambio (PPK)                   | 3,849        | 2.74         | Nuevo        | 0       | ±0      |
| | Perú Posible3 (PP)                             | 970          | 0.69         | n/a          | 0       | ±0      |
| |                                                |              |              |              |         |         |
| Total | Total                                          | 140,516      |              |              | 2       | ±0      |
| |                                                |              |              |              |         |         |
| Votos válidos | Votos válidos                                  | 140,516      | 64.15        | –5.51        |         |         |
| Votos en blanco | Votos en blanco                                | 39,831       | 18.19        | +0.96        |         |         |
| Votos nulos | Votos nulos                                    | 38,688       | 17.66        | +4.55        |         |         |
| Votos emitidos | Votos emitidos                                 | 219,035      | 77.01        | –2.40        |         |         |
| Abstenciones | Abstenciones                                   | 65,401       | 22.99        | +2.40        |         |         |
| Votantes registrados | Votantes registrados                           | 284,436      |              |              |         |         |
| |                                                |              |              |              |         |         |
| Fuente: |                                                |              |              |              |         |         |
| Notas al pie: 1 Comparado con los resultados de su partido antecesor Fuerza 2011 en las elecciones de 2011. 2 Comparado con los resultados de Alianza para el Progreso , Restauración Nacional (ambos dentro de la coalición Alianza por el Gran Cambio ) y Somos Perú (dentro de la coalición Alianza Electoral Perú Posible ) en las elecciones de 2011. 3 Dentro de la coalición Alianza Electoral Perú Posible en las elecciones de 2011. 4 Comparado con los resultados del Partido Aprista Peruano y el Partido Popular Cristiano en las elecciones de 2011. 5 Comparado con los resultados de su partido antecesor Fonavistas del Perú en las elecciones de 2011. |                                                |              |              |              |         |         |
| Notas al pie: |                                                |              |              |              |         |         |
| 1 Comparado con los resultados de su partido antecesor Fuerza 2011 en las elecciones de 2011. 2 Comparado con los resultados de Alianza para el Progreso, Restauración Nacional (ambos dentro de la coalición Alianza por el Gran Cambio) y Somos Perú (dentro de la coalición Alianza Electoral Perú Posible) en las elecciones de 2011. 3 Dentro de la coalición Alianza Electoral Perú Posible en las elecciones de 2011. 4 Comparado con los resultados del Partido Aprista Peruano y el Partido Popular Cristiano en las elecciones de 2011. 5 Comparado con los resultados de su partido antecesor Fonavistas del Perú en las elecciones de 2011.                  |                                                |              |              |              |         |         |

### Elecciones parlamentarias de 2011
| Partidos y coaliciones | Partidos y coaliciones                       | Voto popular | Voto popular | Voto popular | Escaños | Escaños |
| Partidos y coaliciones | Partidos y coaliciones                       | Votos        | %            | ±pp          | Total   | +/−     |
| --- | -------------------------------------------- | ------------ | ------------ | ------------ | ------- | ------- |
| | Gana Perú1 (PNP–PS–PCP–PSR)                  | 50,473       | 37.39        | +36.46       | 1       | +1      |
| | Fuerza 20112 (F2011)                         | 29,245       | 21.67        | +18.70       | 1       | +1      |
| | Alianza por el Gran Cambio3 (APP–PPC–PHP–RN) | 25,136       | 18.62        | n/a          | 0       | ±0      |
| | Perú Posible4 (PP–AP–SP)                     | 15,107       | 11.19        | +5.59        | 0       | ±0      |
| | Partido Aprista Peruano (APRA)               | 7,007        | 5.19         | –11.68       | 0       | ±0      |
| | Solidaridad Nacional5 (SN–UPP–C90–SU–TPP)    | 5,786        | 4.29         | n/a          | 0       | –2      |
| | Fuerza Social (FS)                           | 754          | 0.56         | Nuevo        | 0       | ±0      |
| | Justicia, Tecnología, Ecología (JTE)         | 611          | 0.45         | Nuevo        | 0       | ±0      |
| | Adelante (Adelante)                          | 486          | 0.36         | Nuevo        | 0       | ±0      |
| | Fonavistas del Perú (FP)                     | 376          | 0.28         | Nuevo        | 0       | ±0      |
| |                                              |              |              |              |         |         |
| Total | Total                                        | 134,981      |              |              | 2       | ±0      |
| |                                              |              |              |              |         |         |
| Votos válidos | Votos válidos                                | 134,981      | 69.66        | +5.58        |         |         |
| Votos en blanco | Votos en blanco                              | 33,378       | 17.23        | –1.26        |         |         |
| Votos nulos | Votos nulos                                  | 25,407       | 13.11        | –4.32        |         |         |
| Votos emitidos | Votos emitidos                               | 193,766      | 79.41        | –7.18        |         |         |
| Abstenciones | Abstenciones                                 | 50,242       | 20.59        | +7.18        |         |         |
| Votantes registrados | Votantes registrados                         | 244,008      |              |              |         |         |
| |                                              |              |              |              |         |         |
| Fuente: |                                              |              |              |              |         |         |
| Notas al pie: 1 Comparado con los resultados del Partido Socialista en las elecciones de 2006. 2 Comparado con los resultados de la coalición Alianza por el Futuro en las elecciones de 2006. 3 Comparado con los resultados del Partido Popular Cristiano (dentro de Unidad Nacional ) en las elecciones de 2006. 4 Comparado con los resultados del partido Perú Posible y la alianza Frente de Centro en las elecciones de 2006. 5 Comparado con los resultados del partido Unión por el Perú y Solidaridad Nacional (dentro de Unidad Nacional ) en las elecciones de 2006. |                                              |              |              |              |         |         |
| Notas al pie: |                                              |              |              |              |         |         |
| 1 Comparado con los resultados del Partido Socialista en las elecciones de 2006. 2 Comparado con los resultados de la coalición Alianza por el Futuro en las elecciones de 2006. 3 Comparado con los resultados del Partido Popular Cristiano (dentro de Unidad Nacional) en las elecciones de 2006. 4 Comparado con los resultados del partido Perú Posible y la alianza Frente de Centro en las elecciones de 2006. 5 Comparado con los resultados del partido Unión por el Perú y Solidaridad Nacional (dentro de Unidad Nacional) en las elecciones de 2006.                 |                                              |              |              |              |         |         |

### Elecciones parlamentarias de 2006
| Partidos y coaliciones | Partidos y coaliciones                            | Voto popular | Voto popular | Voto popular | Escaños | Escaños |
| Partidos y coaliciones | Partidos y coaliciones                            | Votos        | %            | ±pp          | Total   | +/−     |
| --- | ------------------------------------------------- | ------------ | ------------ | ------------ | ------- | ------- |
| | Unión por el Perú (UPP)                           | 36,831       | 33.87        | +13.87       | 2       | +1      |
| | Partido Aprista Peruano (APRA)                    | 18,347       | 16.87        | +7.01        | 0       | ±0      |
| | Unidad Nacional (PPC–SN–RN)                       | 10,240       | 9.42         | –1.45        | 0       | ±0      |
| | Concertación Descentralista (PDS–MHP)             | 8,634        | 7.94         | Nuevo        | 0       | ±0      |
| | Alianza para el Progreso (APP)                    | 7,497        | 6.90         | Nuevo        | 0       | ±0      |
| | Frente de Centro1 (AP–SP–CNI)                     | 4,937        | 4.54         | –3.35        | 0       | ±0      |
| | Restauración Nacional (RN)                        | 4,354        | 4.00         | Nuevo        | 0       | ±0      |
| | Avanza País - Partido de Integración Social (AvP) | 4,069        | 3.74         | Nuevo        | 0       | ±0      |
| | Alianza por el Futuro2 (C90–NM–SC)                | 3,228        | 2.97         | –6.73        | 0       | ±0      |
| | Movimiento Nueva Izquierda (MNI)                  | 2,314        | 2.13         | Nuevo        | 0       | ±0      |
| | Fuerza Democrática (FD)                           | 1,267        | 1.17         | Nuevo        | 0       | ±0      |
| | Frente Popular Agrícola del Perú (Frepap)         | 1,188        | 1.09         | –1.01        | 0       | ±0      |
| | Perú Posible (PP)                                 | 1,155        | 1.06         | –28.87       | 0       | –1      |
| | Renacimiento Andino (RA)                          | 1,127        | 1.04         | +0.12        | 0       | ±0      |
| | Partido Socialista (PS)                           | 1,016        | 0.93         | Nuevo        | 0       | ±0      |
| | Y se llama Perú                                   | 884          | 0.81         | Nuevo        | 0       | ±0      |
| | Justicia Nacional (JN)                            | 744          | 0.68         | Nuevo        | 0       | ±0      |
| | Proyecto País (PrP)                               | 312          | 0.29         | –1.27        | 0       | ±0      |
| | Frente Independiente Moralizador (FIM)            | 225          | 0.21         | –5.80        | 0       | ±0      |
| | Con Fuerza Perú                                   | 191          | 0.18         | Nuevo        | 0       | ±0      |
| | Resurgimiento Peruano                             | 168          | 0.16         | Nuevo        | 0       | ±0      |
| |                                                   |              |              |              |         |         |
| Total | Total                                             | 108,728      |              |              | 2       | ±0      |
| |                                                   |              |              |              |         |         |
| Votos válidos | Votos válidos                                     | 108,728      | 64.08        | –3.26        |         |         |
| Votos en blanco | Votos en blanco                                   | 31,369       | 18.49        | +3.00        |         |         |
| Votos nulos | Votos nulos                                       | 29,580       | 17.43        | +0.26        |         |         |
| Votos emitidos | Votos emitidos                                    | 169,677      | 86.59        | +11.58       |         |         |
| Abstenciones | Abstenciones                                      | 26,277       | 13.41        | –11.58       |         |         |
| Votantes registrados | Votantes registrados                              | 195,954      |              |              |         |         |
| |                                                   |              |              |              |         |         |
| Fuente: |                                                   |              |              |              |         |         |
| Notas al pie: 1 Comparado con los resultados de los partidos Acción Popular y Somos Perú en las elecciones de 2001. 2 Comparado con los resultados de los partidos Cambio 90 – Nueva Mayoría y Solución Popular ( Sí Cumple ) en las elecciones de 2001. |                                                   |              |              |              |         |         |
| Notas al pie: |                                                   |              |              |              |         |         |
| 1 Comparado con los resultados de los partidos Acción Popular y Somos Perú en las elecciones de 2001. 2 Comparado con los resultados de los partidos Cambio 90–Nueva Mayoría y Solución Popular (Sí Cumple) en las elecciones de 2001.                   |                                                   |              |              |              |         |         |

### Elecciones parlamentarias de 2001
| Partidos y coaliciones | Partidos y coaliciones                    | Voto popular | Voto popular | Voto popular | Escaños | Escaños |
| Partidos y coaliciones | Partidos y coaliciones                    | Votos        | %            | ±pp          | Total   | +/−     |
| ---------------------- | ----------------------------------------- | ------------ | ------------ | ------------ | ------- | ------- |
|                        | Perú Posible (PP)                         | 27,916       | 29.93        | n/a          | 1       | n/a     |
|                        | Unión por el Perú (UPP)                   | 18,653       | 20.00        | n/a          | 1       | n/a     |
|                        | Unidad Nacional (PPC–SN–RN–CR)            | 10,139       | 10.87        | n/a          | 0       | n/a     |
|                        | Partido Aprista Peruano (APRA)            | 9,193        | 9.86         | n/a          | 0       | n/a     |
|                        | Solución Popular (SoP)                    | 7,387        | 7.92         | n/a          | 0       | n/a     |
|                        | Frente Independiente Moralizador (FIM)    | 5,604        | 6.01         | n/a          | 0       | n/a     |
|                        | Somos Perú (SP)                           | 5,568        | 5.97         | n/a          | 0       | n/a     |
|                        | Frente Popular Agrícola del Perú (Frepap) | 1,960        | 2.10         | n/a          | 0       | n/a     |
|                        | Acción Popular (AP)                       | 1,793        | 1.92         | n/a          | 0       | n/a     |
|                        | Cambio 90–Nueva Mayoría (C90–NM)          | 1,657        | 1.78         | n/a          | 0       | n/a     |
|                        | Proyecto País (PrP)                       | 1,456        | 1.56         | n/a          | 0       | n/a     |
|                        | Todos por la Victoria (TpV)               | 1,085        | 1.16         | n/a          | 0       | n/a     |
|                        | Renacimiento Andino (RA)                  | 860          | 0.92         | n/a          | 0       | n/a     |
|                        |                                           |              |              |              |         |         |
| Total                  | Total                                     | 93,271       |              |              | 2       | n/a     |
|                        |                                           |              |              |              |         |         |
| Votos válidos          | Votos válidos                             | 93,271       | 67.34        | n/a          |         |         |
| Votos en blanco        | Votos en blanco                           | 21,457       | 15.49        | n/a          |         |         |
| Votos nulos            | Votos nulos                               | 23,781       | 17.17        | n/a          |         |         |
| Votos emitidos         | Votos emitidos                            | 138,509      | 75.01        | n/a          |         |         |
| Abstenciones           | Abstenciones                              | 46,146       | 24.99        | n/a          |         |         |
| Votantes registrados   | Votantes registrados                      | 184,655      |              |              |         |         |
|                        |                                           |              |              |              |         |         |
| Fuente:                |                                           |              |              |              |         |         |

### Elecciones parlamentarias de 2000
Elecciones parlamentarias en distrito electoral nacional único

### Elecciones parlamentarias de 1995
Elecciones parlamentarias en distrito electoral nacional único

### Elecciones parlamentarias de 1990
| Partidos y coaliciones | Partidos y coaliciones                                     | Voto popular | Voto popular | Voto popular | Escaños | Escaños |
| Partidos y coaliciones | Partidos y coaliciones                                     | Votos        | %            | ±pp          | Total   | +/−     |
| --- | ---------------------------------------------------------- | ------------ | ------------ | ------------ | ------- | ------- |
| | Izquierda Unida (IU)                                       | 13,669       | 38.03        | +3.01        | 2       | +1      |
| | Frente Democrático1 (Movimiento Libertad–PPC–AP)           | 7,075        | 19.69        | n/a          | 1       | +1      |
| | Partido Aprista Peruano (APRA)                             | 6,258        | 17.41        | –31.05       | 0       | –2      |
| | Izquierda Socialista (IS)                                  | 5,843        | 16.26        | Nuevo        | 0       | ±0      |
| | Frente Popular Agrícola del Perú (Frepap)                  | 1,640        | 4.56         | Nuevo        | 0       | ±0      |
| | Frente Nacional de Trabajadores y Campesinos2 (Frenatraca) | 1,197        | 3.33         | –0.13        | 0       | ±0      |
| | Unión Democrática                                          | 257          | 0.72         | Nuevo        | 0       | ±0      |
| |                                                            |              |              |              |         |         |
| Total | Total                                                      | 35,939       |              |              | 3       | ±0      |
| |                                                            |              |              |              |         |         |
| Votos válidos | Votos válidos                                              | 35,939       | 54.17        | –42.56       |         |         |
| Votos en blanco | Votos en blanco                                            | 17,491       | 26.37        | +24.68       |         |         |
| Votos nulos | Votos nulos                                                | 12,913       | 19.46        | +17.88       |         |         |
| Votos emitidos | Votos emitidos                                             | 66,343       | n/d          | n/a          |         |         |
| Abstenciones | Abstenciones                                               | n/d          | n/d          | n/a          |         |         |
| Votantes registrados | Votantes registrados                                       | n/d          |              |              |         |         |
| |                                                            |              |              |              |         |         |
| Fuente: |                                                            |              |              |              |         |         |
| Notas al pie: 1 Comparado con los resultados del Partido Popular Cristiano (dentro de la coalición Convergencia Democrática ) y Acción Popular en las elecciones de 1985. 2 Comparado con los resultados de Izquierda Nacionalista (IN) en las elecciones de 1985. |                                                            |              |              |              |         |         |
| Notas al pie: |                                                            |              |              |              |         |         |
| 1 Comparado con los resultados del Partido Popular Cristiano (dentro de la coalición Convergencia Democrática) y Acción Popular en las elecciones de 1985. 2 Comparado con los resultados de Izquierda Nacionalista (IN) en las elecciones de 1985.                |                                                            |              |              |              |         |         |

### Elecciones parlamentarias de 1985
| Partidos y coaliciones | Partidos y coaliciones                       | Voto popular | Voto popular | Voto popular | Escaños | Escaños |
| Partidos y coaliciones | Partidos y coaliciones                       | Votos        | %            | ±pp          | Total   | +/−     |
| --- | -------------------------------------------- | ------------ | ------------ | ------------ | ------- | ------- |
| | Partido Aprista Peruano (APRA)               | 26,580       | 48.46        | +29.08       | 2       | +2      |
| | Izquierda Unida1 (UNIR–UDP–PRT–UI–FOCEP–APS) | 19,212       | 35.02        | +22.19       | 1       | +1      |
| | Acción Popular (AP)                          | 4,103        | 7.48         | –55.42       | 0       | –3      |
| | Convergencia Democrática2 (PPC–MBH)          | 2,297        | 4.19         | +0.28        | 0       | ±0      |
| | Izquierda Nacionalista3 (IN)                 | 1,895        | 3.46         | +2.49        | 0       | ±0      |
| | Frente Democrático de Unidad Nacional (FUN)  | 481          | 0.88         | Nuevo        | 0       | ±0      |
| | Movimiento Cívico Nacional 7 de Junio (M7J)  | 287          | 0.52         | Nuevo        | 0       | ±0      |
| |                                              |              |              |              |         |         |
| Total | Total                                        | 54,855       |              |              | 3       | ±0      |
| |                                              |              |              |              |         |         |
| Votos válidos | Votos válidos                                | 54,855       | 96.73        | +34.16       |         |         |
| Votos en blanco | Votos en blanco                              | 959          | 1.69         | –15.75       |         |         |
| Votos nulos | Votos nulos                                  | 893          | 1.58         | –18.41       |         |         |
| Votos emitidos | Votos emitidos                               | 56,707       | 49.78        | n/a          |         |         |
| Abstenciones | Abstenciones                                 | 57,207       | 50.22        | n/a          |         |         |
| Votantes registrados | Votantes registrados                         | 113,914      |              |              |         |         |
| |                                              |              |              |              |         |         |
| Fuente: |                                              |              |              |              |         |         |
| Notas al pie: 1 Comparado con los resultados de los partidos Unión de Izquierda Revolucionaria (PCP-PR–PCR–VR–FLN), Unidad Democrático Popular (UDP), Partido Revolucionario de los Trabajadores (PRT), Unidad de Izquierda (UI), el Frente Obrero Campesino Estudiantil y Popular (FOCEP) y Acción Política Socialista (APS) en las elecciones de 1980. 2 Comparado con los resultados del Partido Popular Cristiano (PPC) en las elecciones de 1980. 3 Comparado con los resultados del Frente Nacional de Trabajadores y Campesinos (Frenatraca) en las elecciones de 1980. |                                              |              |              |              |         |         |
| Notas al pie: |                                              |              |              |              |         |         |
| 1 Comparado con los resultados de los partidos Unión de Izquierda Revolucionaria (PCP-PR–PCR–VR–FLN), Unidad Democrático Popular (UDP), Partido Revolucionario de los Trabajadores (PRT), Unidad de Izquierda (UI), el Frente Obrero Campesino Estudiantil y Popular (FOCEP) y Acción Política Socialista (APS) en las elecciones de 1980. 2 Comparado con los resultados del Partido Popular Cristiano (PPC) en las elecciones de 1980. 3 Comparado con los resultados del Frente Nacional de Trabajadores y Campesinos (Frenatraca) en las elecciones de 1980.               |                                              |              |              |              |         |         |

### Elecciones parlamentarias de 1980
| Partidos y coaliciones | Partidos y coaliciones                                    | Voto popular | Voto popular | Voto popular | Escaños | Escaños |
| Partidos y coaliciones | Partidos y coaliciones                                    | Votos        | %            | ±pp          | Total   | +/−     |
| ---------------------- | --------------------------------------------------------- | ------------ | ------------ | ------------ | ------- | ------- |
|                        | Acción Popular (AP)                                       | 23,054       | 62.90        | n/a          | 3       | n/a     |
|                        | Partido Aprista Peruano (APRA)                            | 7,105        | 19.38        | n/a          | 0       | n/a     |
|                        | Unión de Izquierda Revolucionaria (PCP-PR–PCR–VR–FLN)     | 1,808        | 4.93         | n/a          | 0       | n/a     |
|                        | Unidad de Izquierda (UI)                                  | 1,643        | 4.48         | n/a          | 0       | n/a     |
|                        | Partido Popular Cristiano (PPC)                           | 1,433        | 3.91         | n/a          | 0       | n/a     |
|                        | Partido Revolucionario de los Trabajadores (PRT)          | 756          | 2.06         | n/a          | 0       | n/a     |
|                        | Frente Obrero Campesino Estudiantil y Popular (FOCEP)     | 499          | 1.36         | n/a          | 0       | n/a     |
|                        | Frente Nacional de Trabajadores y Campesinos (Frenatraca) | 355          | 0.97         | n/a          | 0       | n/a     |
|                        |                                                           |              |              |              |         |         |
| Total                  | Total                                                     | 36,653       |              |              | 3       | n/a     |
|                        |                                                           |              |              |              |         |         |
| Votos válidos          | Votos válidos                                             | 36,653       | 62.57        | n/a          |         |         |
| Votos en blanco        | Votos en blanco                                           | 10,219       | 17.44        | n/a          |         |         |
| Votos nulos            | Votos nulos                                               | 11,708       | 19.99        | n/a          |         |         |
| Votos emitidos         | Votos emitidos                                            | 58,580       | n/d          | n/a          |         |         |
| Abstenciones           | Abstenciones                                              | n/d          | n/d          | n/a          |         |         |
| Votantes registrados   | Votantes registrados                                      | n/d          |              |              |         |         |
|                        |                                                           |              |              |              |         |         |
| Fuente:                |                                                           |              |              |              |         |         |